# Doneztebe
Doneztebe (hiszp.: Santesteban) – gmina w Hiszpanii, w Nawarze, o powierzchni 8,69 km². W 2011 roku gmina liczyła 1694 mieszkańców.